# Francesca Pomeri
Francesca Pomeri (Osimo, 1993. február 18. –) olasz válogatott vízilabdázónő, a Città di Cosenza bekkje.

## Nemzetközi eredményei
- Világliga ezüstérem (Tiencsin, 2011)
- Világbajnoki 4. hely (Sanghaj, 2011)
- Világliga 6. hely (Peking, 2013)
- Világbajnoki 10. hely (Barcelona, 2013)
- Világliga 7. hely (Sanghaj, 2015)
- Világbajnoki bronzérem (Kazany, 2015)
- Európa-bajnoki bronzérem (Belgrád, 2016)
- Világliga 5. hely (Sanghaj, 2016)